# Туалетный столик (Пикассо)
«Туалетный столик» (фр. La Coiffeuse) — картина испанского и французского художника Пабло Пикассо. Написана в период расцвета кубизма весной 1911 года. Находится в Музее современного искусства в Париже (Центр Помпиду). Размер — 33 × 46 см.

## Описание
Картина является типичным примером аналитического кубизма. Особое значение Пикассо придаёт геометрическому анализу формы. Он разбивает объёмы на многогранные поверхности. Благодаря сходным текстурам, прорисованным мелкими штрихами, предметы становятся неотличимыми друг от друга. Отдельные объекты не имеют чётких границ. Серо-коричневые оттенки объединяют всю композицию, делают её монохромной и однородной. Сложно определить, что художник изобразил на холсте. Об этом можно только догадываться по некоторым деталям, напоминающим расчёску или стеклянный флакон.

## История
Картина стала частью коллекции Музея современного искусства в 1967 году по завещанию Жоржа Салля, известного коллекционера кубизма. Ранее она принадлежала Амбруазу Воллару, торговцу произведениями искусства.
В 2001 году полотно стоимостью 15 миллионов долларов было похищено из кладовой Центра Жоржа Помпиду. Спустя 13 лет некий человек по имени Роберт отправил её посылкой из Бельгии в США через компанию-перевозчика FedEx с надписью «Счастливого Рождества». Заявленная стоимость посылки составила 37 долларов. По прибытии в Ньюарк в декабре 2014 года картину перехватила таможенная служба США. После нескольких месяцев расследования произведение было возвращено в Центр Помпиду.
Из-за кражи и неправильных условий хранения в течение почти 13 лет полотно заметно пострадало. Реставрационные работы длились 5 месяцев и были закончены в марте 2016 года. В настоящее время картина Пикассо «Туалетный столик» (фр. La Coiffeuse) вновь включена в экспозицию музея.